# Pegesimallus apertus
Pegesimallus apertus là một loài ruồi trong họ Asilidae. Pegesimallus apertus được Karsch miêu tả năm 1886.